# 前田町 (豊橋市)
前田町（まえだちょう）は、愛知県豊橋市の地名。

## 地理
豊橋市中央部に位置する。東は向山西町、西は吉田町、南は小畷町・向山町・向山台町、北は中世古町・談合町・舟原町に接する。

### 河川
- 牟呂用水[1]

## 歴史

### 人口の変遷
国勢調査による人口および世帯数の推移。
| 1995年（平成7年）  | 518世帯 1345人 |  |
| 2000年（平成12年） | 501世帯 1273人 |  |
| 2005年（平成17年） | 489世帯 1201人 |  |
| 2010年（平成22年） | 486世帯 1115人 |  |
| 2015年（平成27年） | 500世帯 1041人 |  |

### 沿革
- 1933年（昭和8年） - 豊橋市向山町・中世古町・東田町の各一部により、同市前田町が成立[2]。
- 1973年（昭和48年） - 舟原町・吉田町・小畷町・中世古町・談合町とそれぞれ境界を変更し、同時に1丁目と2丁目を設置[2]。

## 施設
- 豊橋税務署[1]
- 日本経済新聞豊橋支局[1]
- 前田郵便局[1]
- 岡崎信用金庫豊橋支店[1]
- 浄土真宗本願寺派円成寺[1]
- 前田東公園[1]
- 前田西公園[1]

### WEB
1. ↑  “愛知県豊橋市の町丁・字一覧”.   人口統計ラボ. 2023年4月13日閲覧。
2. ↑  総務省統計局 (2017年1月27日). “平成27年国勢調査の調査結果(e-Stat) - 男女別人口及び世帯数 －町丁・字等” (CSV). 2021年7月21日閲覧。
3. ↑  “愛知県豊橋市の郵便番号一覧”.   日本郵便. 2023年4月13日閲覧。
4. ↑  “市外局番の一覧” (PDF).   総務省 (2022年3月1日). 2022年3月22日閲覧。
5. ↑  総務省統計局 (2014年3月28日). “平成7年国勢調査の調査結果(e-Stat) - 男女別人口及び世帯数 －町丁・字等” (CSV). 2021年7月20日閲覧。
6. ↑  総務省統計局 (2014年5月30日). “平成12年国勢調査の調査結果(e-Stat) - 男女別人口及び世帯数 －町丁・字等” (CSV). 2021年7月20日閲覧。
7. ↑  総務省統計局 (2014年6月27日). “平成17年国勢調査の調査結果(e-Stat) - 男女別人口及び世帯数 －町丁・字等” (CSV). 2021年7月21日閲覧。
8. ↑  総務省統計局 (2012年1月20日). “平成22年国勢調査の調査結果(e-Stat) - 男女別人口及び世帯数 －町丁・字等” (CSV). 2021年7月21日閲覧。
9. ↑  総務省統計局 (2017年1月27日). “平成27年国勢調査の調査結果(e-Stat) - 男女別人口及び世帯数 －町丁・字等” (CSV). 2021年7月21日閲覧。

### 書籍
1. 1 2 3 4 5 6 7 8 9 10  「角川日本地名大辞典」編纂委員会 1989, p. 1796.
2. 1 2  「角川日本地名大辞典」編纂委員会 1989, p. 1231.